# مخور (حومة بيجار)
مخور (بالفارسية: مخور) هي قرية تقع في إيران في حومة. يقدر عدد سكانها بـ 8 نسمة بحسب إحصاء 2016.